# Gotisches Haus (Brandenburg an der Havel)

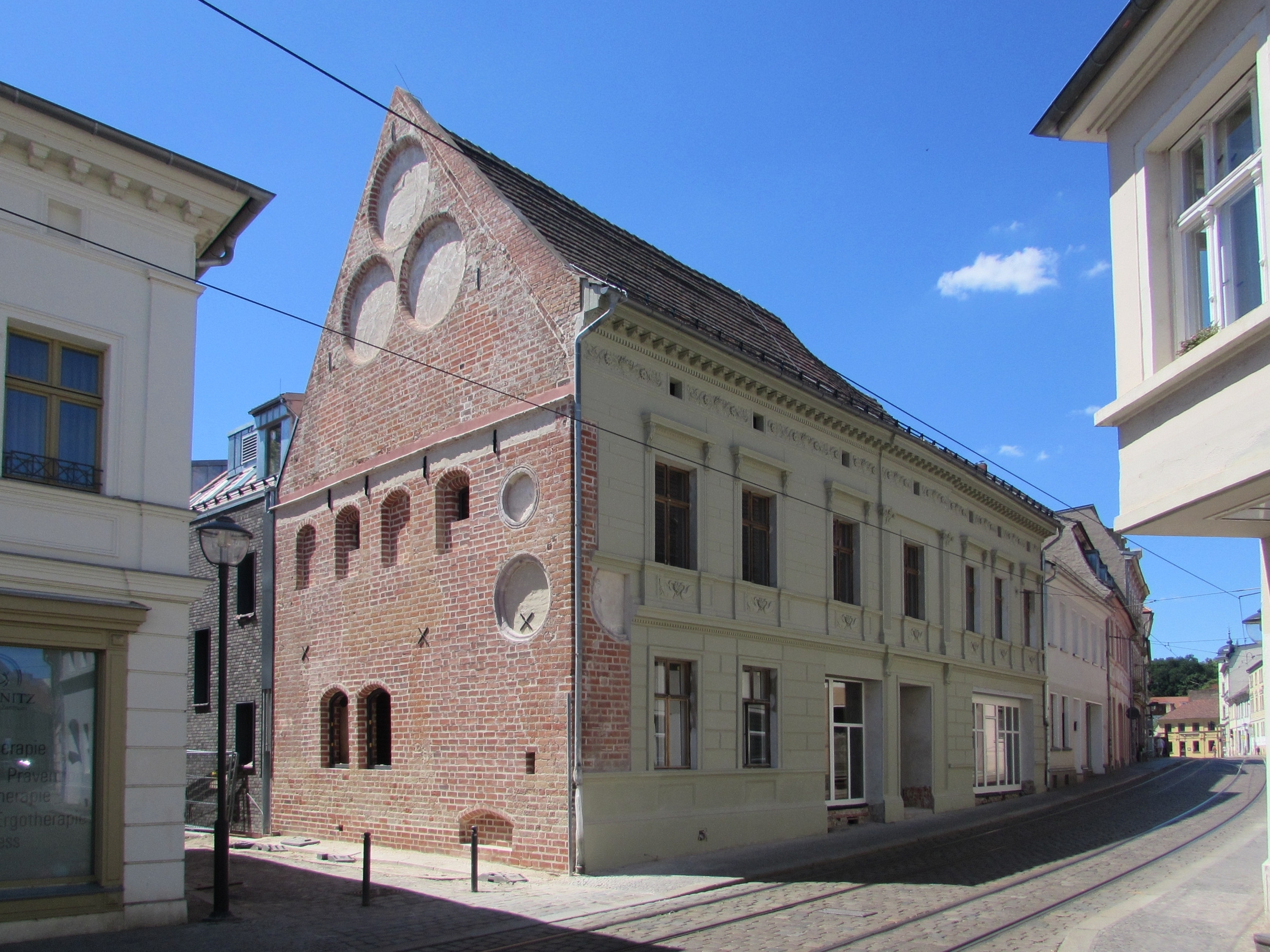
Das Gotische Haus in Brandenburg an der Havel von Osten her gesehen. Links im Bild der gotische Giebel. Rechts die spätklassizistische Fassade, in deren Mitte sehr gut die Nahtlinie zwischen den ehemals getrennten Häusern erkennbar ist.

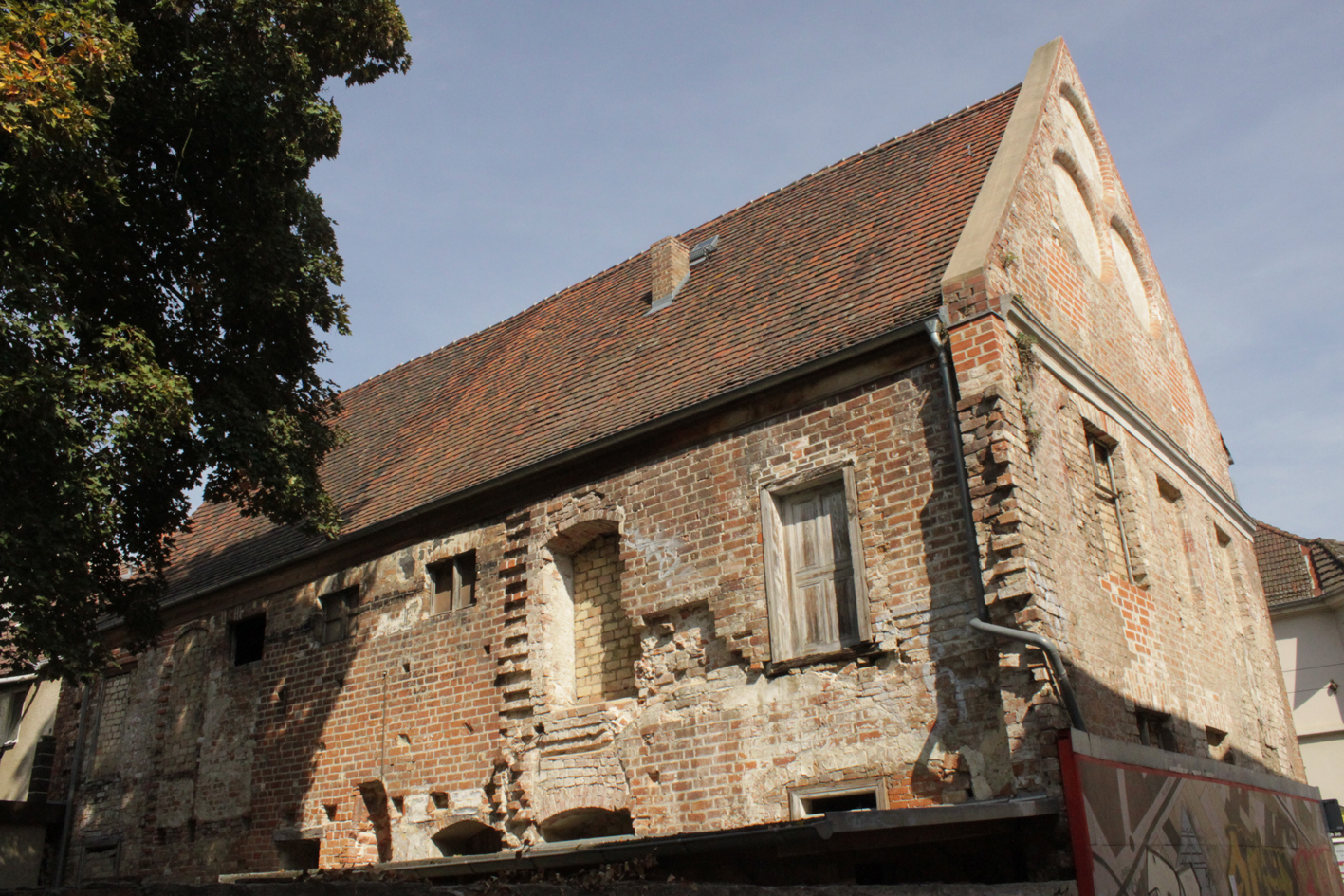
Das Gotische Haus in Brandenburg an der Havel von Süden her gesehen. Rechts im Bild der Südost-Giebel. Zustand vor Beginn der Rekonstruktion, September 2012.

Das Gotische Haus in der Altstadt der Stadt Brandenburg an der Havel ist ein beinahe in originaler Bausubstanz aus dem Jahre 1452 stammendes Gebäude mit der Adresse Ritterstraße 86. Es zählt zu den ganz wenigen architektonischen Zeugnissen der urbanen, nicht herrschaftlichen Profanbauweise im Backsteinbau der Mark Brandenburg des 15. Jahrhunderts.

## Beschreibung
Die Kubatur des Gotischen Hauses umfasst zwei separate Gebäudeteile, die erst nach 1724 unter einem gemeinsamen Dach zusammengefasst wurden. Es liegt traufständig an dem alten Hauptverbindungsweg, der seit dem Mittelalter die beiden Städte Brandenburg miteinander verband. Das ihm zugehörige Grundstück, das auf dem Hedemann-Kataster der beiden Städte Brandenburg von 1722 bis 1724 mit der Nummerierung 152 und 153 versehen wurde, grenzt an den Johanniskirchplatz. Das Gebäude liegt somit exakt 77 m nördlich des Chors der Johanniskirche. Der Grundriss des erhaltenen Gebäudes umfasst 13,5 × 10 m. Die Wände, die zwischen 80 cm und einem Meter stark aus rotem Backstein im Klosterformat zweietagig aufgeführt wurden, zeichnen sich durch eine außergewöhnliche Sorgfalt in der Verarbeitung des Baustoffs aus. Spitz- und rundbogige Blendnischen innen wie außen dekorieren den Raum und halfen dem unbekannten Bauherren, Ziegelsteine einzusparen. Der Keller, der sich bis unter einen seit 1986 nicht mehr existierenden Anbau im Südwesten hinzog, wurde bis zu vier Meter unter Straßenniveau gegründet und imponiert trotz der Nähe zur Havel, die nur 81 m entfernt im Süden fließt, durch seine Trockenheit. Dabei ist zu bedenken, dass das Gotische Haus zum Zeitpunkt seiner Entstehung die Stadteingangssituation der Altstadt Brandenburg von der Langen Brücke (heute Jahrtausendbrücke) dominierte und das erste Haus hinter der Toranlage im westlichen Bereich der Ritterstraße war. Die Keller sind massiv gemauert und tonnengewölbt.
Eine Besonderheit des Kellerfußbodens besteht nicht nur in seinem geschichteten Aufbau, sondern in der Verwendung von nebeneinander gelagerten, mit dem Boden nach oben verbauten Keramiktöpfen, die an der Öffnung einen viereckigen Querschnitt zeigen, am Boden aber einen runden. Diese Töpfe aus der Entstehungszeit des Hauses dienten unter anderem der Isolation des Kellerfußbodens.
Bauhistorisch lässt sich nachweisen, dass das Gebäude in einem Zuge ohne Unterbrechung, wahrscheinlich innerhalb eines Jahres errichtet wurde. Im Parterre konnte ein saalartiger Raum von annähernd 100 Quadratmetern Fläche nachgewiesen werden, dessen Nutzungskonzept derzeit noch völlig unklar ist. Dieser Raum erhebt das Gebäude zu einer Rarität. Er lässt die Annahme zu, dass das Haus, als dessen Bauherren man am ehesten einen Patrizier vermutet, zumindest eine Teilöffentlichkeit besaß. Das Gebäude, das in seiner Geschichte zwei signifikante Umbauphasen erfuhr, musste mit dem ersten Umbau eine Absenkung der ursprünglich etwa 30 cm höher gelegenen Decke des Parterres hinnehmen und wurde durch das Einziehen von Zwischenwänden räumlich stärker unterteilt. Im Obergeschoss finden sich Deckenbalken aus dem Baujahr des Gotischen Hauses, 1452, die mit einfachen Sterndekorationen verziert wurden.
Der Dachboden wurde wahrscheinlich nie als Speicher verwendet, denn es lassen sich keine Ladeluken nachweisen. Das Dach wird von einem kunstvoll und statisch durchdachten Originaldachstuhl von 1452 getragen. An ihm lässt sich am deutlichsten die Achse nachweisen, an der die beiden unterschiedlichen Häuser – das nordwestliche war ursprünglich ein Fachwerkbau – zusammengefügt wurden. Die Dachwerke behielten ihre Eigenständigkeit und spezielle Konstruktion bei und bekamen lediglich eine gemeinsame Dachhaut. Der Dachstuhl des Gotischen Hauses ist auf Druck- und Zugbelastung ausgelegt. Die Balken und Sparren wurden wahrscheinlich angesengt, um Schädlingsbefall zu verhindern. Diese Schutzmaßnahme wirkt bis in die Gegenwart und sorgte für einen hervorragenden Erhaltungszustand des Dachstuhls. Die Durchnummerierung in Strichform der einzelnen Trägerbalken ist nach 560 Jahren noch immer gut ablesbar. Das Gotische Haus wird von einem Satteldach bedeckt.
In der zweiten Umbauphase um 1870 wurde das Haus zu einem Wohn- und Mietobjekt umgestaltet und zahlreiche Wände eingezogen. Aus dieser Zeit stammt die reichhaltige von Schwan- und Blütenmotiven in Relieffeldern begleitete, spätklassizistische Fassade.
Erst 1986 wurde nach Freilegung von Putzschichten der kulturhistorische Wert des Gebäudes erkannt. Seitdem kündet der prachtvolle Südostgiebel mit seinen drei Rundblenden und den noch im Ansatz erkennbaren Fensterlaibungen von einem hervorragenden Vertreter mittelalterlicher märkischer Backsteinbauweise. In den Rundblenden und der durch Ritzfugen aufgewerteten, steinsichtigen Fassade sind noch bauzeitliche Farbgebungen nachvollziehbar. So lässt sich die ursprüngliche Dekoration der Rundblenden mit buntem Putzritzmaßwerk zweifelsfrei rekonstruieren. Der Schaugiebel hatte, da er in der mittelalterlichen Stadtanlage mutmaßlich bis zum Rathaus der Neustadt Brandenburg deutlich zu sehen war, offenbar demonstrative Funktionen, die sich aus dem Konkurrenzverhältnis der beiden Städte Brandenburg erklären lassen.
Das Haupthaus (Hedemann 152) besaß Braugerechtigkeit erster Klasse.

## Nutzung
Die ursprüngliche Nutzung des Hauses ist derzeit weder quellenkundlich noch bauhistorisch konkret zu fassen. In späterer Zeit wurde das Gotische Haus als Radioreparaturgeschäft „Radio-Pax“, später dann von der Reederei Carl Stein genutzt.
Die Stadt Brandenburg an der Havel erwarb das Gotische Haus und die dazugehörige Liegenschaft. Sie beauftragte den Berlin-Brandenburger Architekten, Bauhistoriker und Denkmalschützer Carsten Westphal mit der Sicherung und Instandsetzung des wertvollen Baukörpers. Die Restaurierung soll bis zum 30. April 2015 abgeschlossen sein. Die Gesamtkosten werden sich auf etwa 1,5 Millionen Euro belaufen. Geplant ist eine museale Nutzung des Erdgeschosses und eine Ansiedlung von Bereichen der Stadtverwaltung im Obergeschoss.

## Galerie

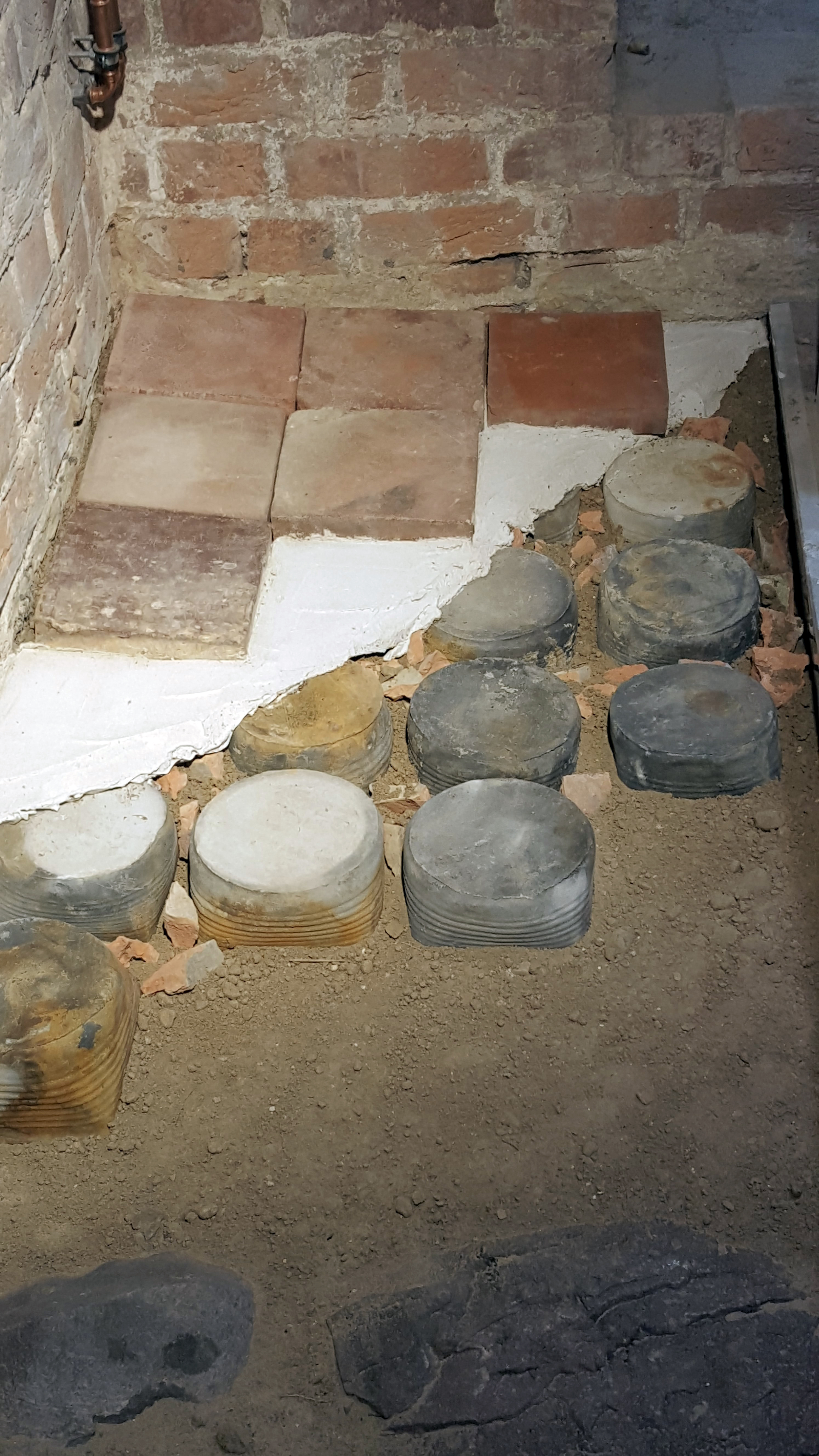
Mehrschichtiger Aufbau des Kellerfußbodens mit Isoliertöpfen
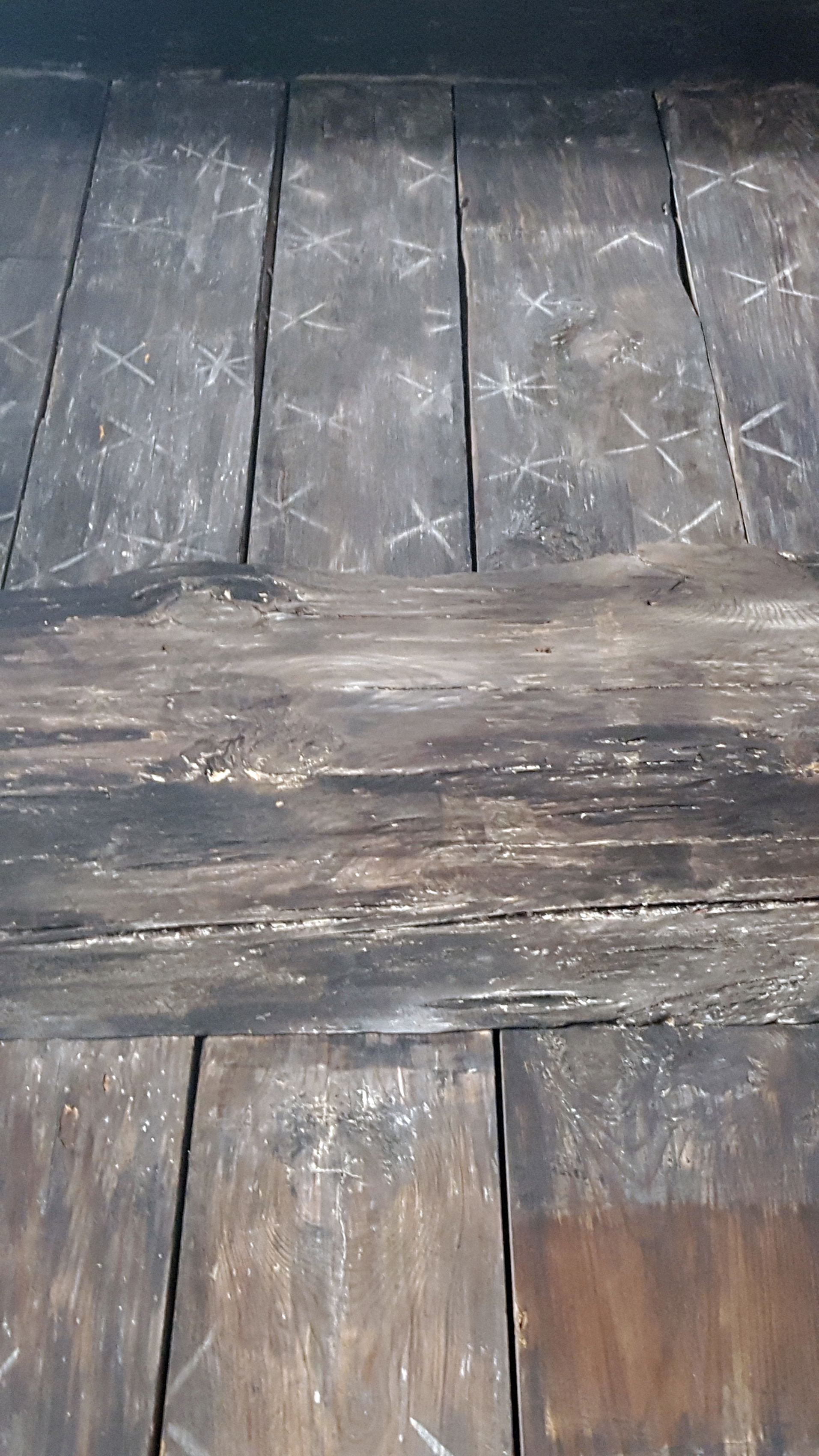
Geschnitzte und gemalte Sterne als Dekoration der Deckenbalken des zweiten Obergeschosses
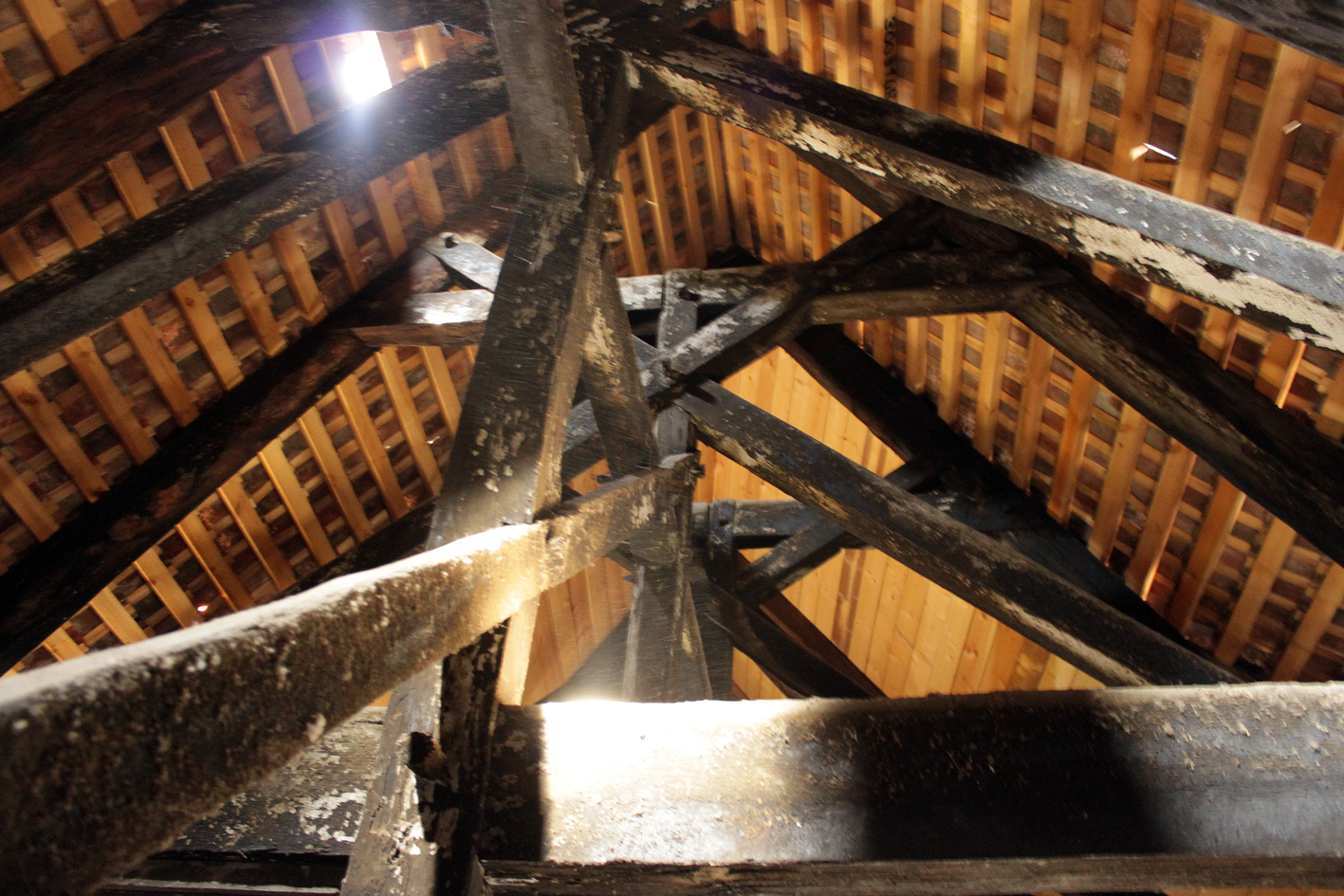
Der kunstvolle originale Dachstuhl des Gotischen Hauses von 1452. Die Schwärzung ist wahrscheinlich auf eine Absengung zur Schädlingsbekämpfung zurückzuführen.
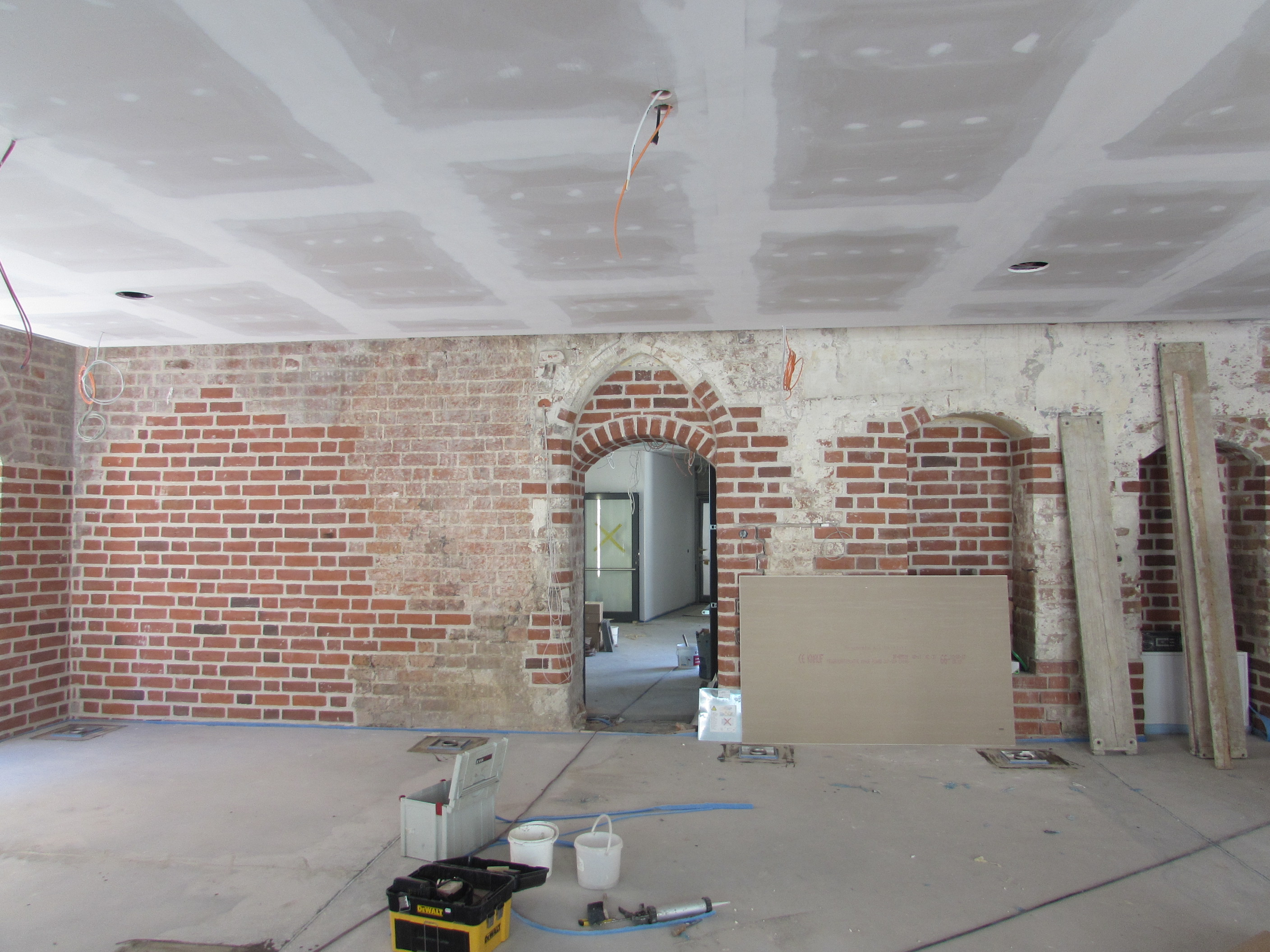
Innenansicht während der Sanierung 2015: gotischer Spitzbogen erkennbar